# Emanuela Schioppo
Emanuela Schioppo (25 settembre 1991) è una calciatrice italiana, di ruolo difensore.

## Caratteristiche tecniche
Gioca come terzino destro.

## Carriera

### Club
Nata nel 1991, dopo un anno nella squadra Primavera del Calciosmania con una presenza in Coppa Italia, ha esordito in Serie A2 a 17 anni, con la maglia del Napoli, il 5 ottobre 2008, entrando all' 85' del pareggio per 2-2 sul campo dell'Acmei Bari alla 1ª di campionato.
Ha segnato il suo primo gol in carriera nel turno successivo, il 12 ottobre, realizzando il definitivo 2-0 al 48' nella gara interna contro la Vis Francavilla F.. Aveva già giocato nel girone di Coppa Italia, realizzando anche una rete, il 21 settembre, segnando il momentaneo 1-0 al 62' nel 4-2 casalingo contro l'Acmei Bari.
Vincendo il girone D della Serie A2 2011-2012 con 10 punti di vantaggio sulla seconda, la Res Roma, ha ottenuto la promozione in Serie A. Nella stessa stagione è arrivata in finale di Coppa Italia, nonostante militasse in seconda serie, perdendola per 3-2 d.t.s contro il Brescia. Ha debuttato in massima serie alla 1ª di campionato, il 22 settembre 2012, titolare nell'1-1 casalingo contro il Grifo Perugia.
Ha realizzato la sua prima rete in Serie A all'ultima giornata, il 4 maggio 2013, segnando il 2-0 al 16' nel successo in casa per 8-0 sul Como 2000. Dopo un 5º posto alla prima stagione, è arrivata 14ª l'anno successivo, retrocedendo in Serie B.
Dopo un 4º, un 3º e un altro 4º posto in serie cadetta, nel 2017 si è chiusa la storia dell'A.S.D. Napoli C.F., e Schioppo è passata al Napoli, nato dalla sinergia tra A.S.D. Napoli C.F. e A.S.D. Napoli Dream Team. Ha esordito con il Napoli nel 3º turno della Serie B 2017-2018, titolare nella vittoria per 1-0 in trasferta contro il Nebrodi del 29 ottobre 2017. Arrivata 7ª, è retrocessa in Serie C (retrocedevano tutte le squadre dalla 4ª posizione in giù). È tornata in Serie B, nel frattempo passata a girone unico, vincendo lo spareggio promozione della Serie C 2018-2019 contro la Novese per 1-0. Nella stessa stagione è arrivata in finale di Coppa Italia Serie C, perdendo per 4-2 d.t.s. contro la Riozzese.

## Statistiche

### Presenze e reti nei club
Statistiche aggiornate al 14 maggio 2022.
| Stagione          | Squadra           | Campionato        | Campionato | Campionato | Coppe nazionali | Coppe nazionali | Coppe nazionali | Coppe continentali | Coppe continentali | Coppe continentali | Altre coppe | Altre coppe | Altre coppe | Totale | Totale |
| Stagione          | Squadra           | Comp              | Pres       | Reti       | Comp            | Pres            | Reti            | Comp               | Pres               | Reti               | Comp        | Pres        | Reti        | Pres   | Reti   |
| ----------------- | ----------------- | ----------------- | ---------- | ---------- | --------------- | --------------- | --------------- | ------------------ | ------------------ | ------------------ | ----------- | ----------- | ----------- | ------ | ------ |
| 2007-2008         | Napoli            | B                 | 0          | 0          | CI              | 1               | 0               | -                  | -                  | -                  | -           | -           | -           | 1      | 0      |
| 2008-2009         | Napoli            | A2                | 20         | 4          | CI              | 3               | 3               | -                  | -                  | -                  | -           | -           | -           | 23     | 7      |
| 2009-2010         | Napoli            | A2                | 14         | 7          | CI              | ?               | ?               | -                  | -                  | -                  | -           | -           | -           | 14     | 7      |
| 2010-2011         | Napoli            | A2                | 9          | 0          | CI              | 3               | 2               | -                  | -                  | -                  | -           | -           | -           | 12     | 2      |
| 2011-2012         | Napoli            | A2                | 17         | 0          | CI              | 5               | 1               | -                  | -                  | -                  | -           | -           | -           | 22     | 1      |
| 2012-2013         | Napoli            | A                 | 16         | 1          | CI              | 4               | 0               | -                  | -                  | -                  | -           | -           | -           | 20     | 1      |
| 2013-2014         | Napoli            | A                 | 23         | 0          | CI              | ?               | ?               | -                  | -                  | -                  | -           | -           | -           | 23     | 0      |
| 2014-2015         | Napoli            | B                 | 23         | 2          | CI              | ?               | ?               | -                  | -                  | -                  | -           | -           | -           | 23     | 2      |
| 2015-2016         | Napoli            | B                 | 8          | 0          | CI              | ?               | ?               | -                  | -                  | -                  | -           | -           | -           | 8      | 0      |
| 2016-2017         | Napoli            | B                 | 21         | 2          | CI              | 1               | 1               | -                  | -                  | -                  | -           | -           | -           | 21     | 2      |
| 2017-2018         | Napoli            | B                 | 8          | 0          | CI              | ?               | ?               | -                  | -                  | -                  | -           | -           | -           | 8      | 0      |
| 2018-2019         | Napoli            | C                 | 15+1       | 0          | CI-C            | ?               | ?               | -                  | -                  | -                  | -           | -           | -           | 16     | 0      |
| 2019-2020         | Napoli            | B                 | 7          | 0          | CI              | ?               | ?               | -                  | -                  | -                  | -           | -           | -           | 7      | 0      |
| Totale Napoli     | Totale Napoli     | Totale Napoli     | 182        | 16         | -               | 17              | 7               | -                  | -                  | -                  | -           | -           | -           | 199    | 23     |
| 2020-2021         | Pomigliano        | B                 | 25         | 1          | CI              | ?               | ?               | -                  | -                  | -                  | -           | -           | -           | 25+    | 1+     |
| 2021-2022         | Pomigliano        | A                 | 2          | 0          | CI              | 0               | 0               | -                  | -                  | -                  | -           | -           | -           | 2      | 0      |
| Totale Pomigliano | Totale Pomigliano | Totale Pomigliano | 27         | 1          | -               | 0+              | 0               | -                  | -                  | -                  | -           | -           | -           | 27+    | 1      |
| Totale carriera   | Totale carriera   | Totale carriera   | 209        | 17         | -               | 17+             | 7               | -                  | -                  | -                  | -           | -           | -           | 226+   | 24     |

## Palmarès

### Club

#### Competizioni nazionali
- Campionato italiano di Serie B:

Calciosmania: 2007-2008 (girone E)
Napoli: 2019-2020
- Campionato italiano di Serie A2:

Napoli: 2011-2012 (girone D)
- Campionato italiano di Serie C: 1

Napoli Femminile: 2018-2019 (girone D)